# Los Palacios (Cuba)
Pour les articles homonymes, voir Los Palacios.
Los Palacios est une ville et une municipalité de Cuba dans la province de Pinar del Río.

## Géographie

### Situation
La ville de Los Palacios est située à 116 km sud-ouest de La Havane et 52 km nord-est de sa capitale de province Pinar del Río. Elle est à environ 20 km de la côte sud de Cuba. 
La municipalité s'allonge dans le sens nord / sud jusqu'au golfe de Batabanó au sud.

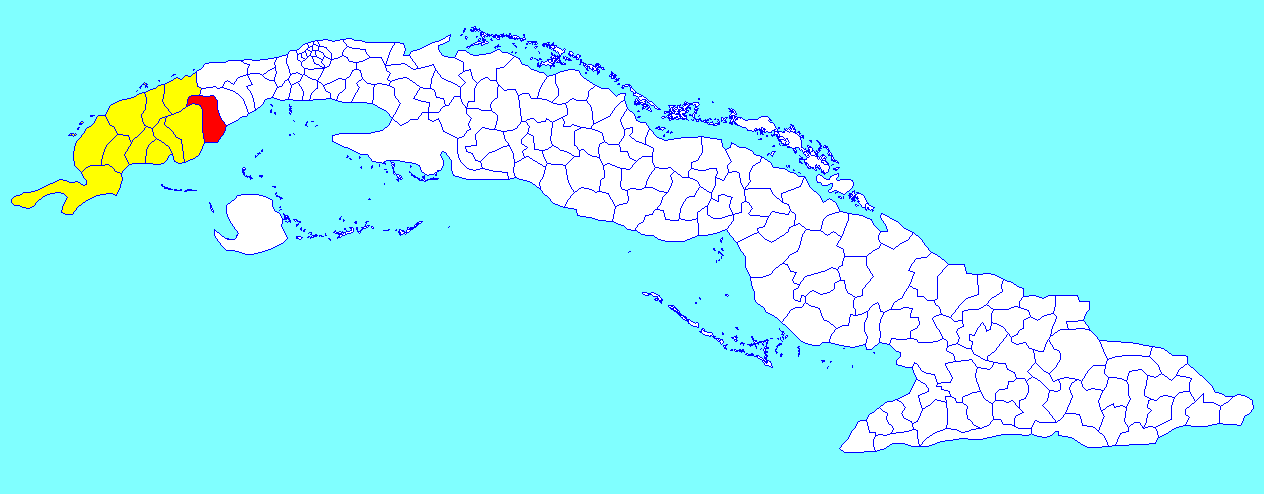
Municipalité de Los Palacios dans la province de Pinar del Río

### Divisions administratives
La municipalité inclut huit consejos populares :
- Los Palacios Norte
- Los Palacios Sur
- Bacunagua
- Sierra Maestra
- Entronque de Palacios
- Paso Real de San Diego
- Paso Quemado
- San Diego de los Baños

## Population
En 2022 la population de la municipalité est estimée à 37 524 habitants. Pour une surface de 764,5 km2, la densité est de 49,08 habitants/km².